# La Motte-d'Aveillans
La Motte-d'Aveillans é uma comuna francesa na região administrativa de Auvérnia-Ródano-Alpes, no departamento de Isère.